# Confederación Federalista Independiente
La Confederación Federalista Independiente o C.F.I. fue una confederación de partidos políticos provinciales de derecha que existió en Argentina en 1989. En las elecciones legislativas de dicho año, obtuvo el 3.78% de los votos. En las elecciones presidenciales no presentó candidato a presidente. En su lugar apoyó la candidatura de Eduardo Angeloz, de la Unión Cívica Radical, aunque sí presentó una candidata a vicepresidente, María Cristina Guzmán, del Movimiento Popular Jujeño. La Lista 29 obtuvo tan solo 779.168 votos y 21 electores, mientras que las elecciones fueron ganadas por Carlos Menem del Frente Justicialista de Unidad Popular.

## Partidos miembros
- Partido Federal
- Movimiento Popular Jujeño
- Partido Renovador de Salta
- Movimiento Popular Catamarqueño
- Acción Transformación
- Partido Línea Popular

## Resultados electorales

### Presidenciales
| Año  | Fórmula         | Fórmula               | Votos   | %     | Electores | Posición   |
| Año  | Presidente      | Vicepresidente        | Votos   | %     | Electores | Posición   |
| ---- | --------------- | --------------------- | ------- | ----- | --------- | ---------- |
| 1989 | Eduardo Angeloz | María Cristina Guzmán | 779.168 | 4,66% | 21/600    | No electos |

### Cámara de Diputados
| Año  | Votos   | %     | Bancas ganadas | Total de bancas | Posición        |
| ---- | ------- | ----- | -------------- | --------------- | --------------- |
| 1989 | 629.024 | 3.78% | 3/127          | 3/254           | Minoría         |
| 1991 | 92.666  | 0.59% | 0/130          | 0/257           | No representado |